# هربرت إي. إيفز
هربرت إي. إيفز (بالإنجليزية: Herbert E. Ives) هو فيزيائي ومخترع ومهندس أمريكي، ولد في 21 يوليو 1882 في فيلادلفيا في الولايات المتحدة، وتوفي في 13 نوفمبر 1953 في مونتكلير ‏ في الولايات المتحدة.

## وصلات خارجية
- هربرت إي. إيفز على موقع الموسوعة البريطانية (الإنجليزية)
- هربرت إي. إيفز على موقع إن إن دي بي (الإنجليزية)